# Soustružení

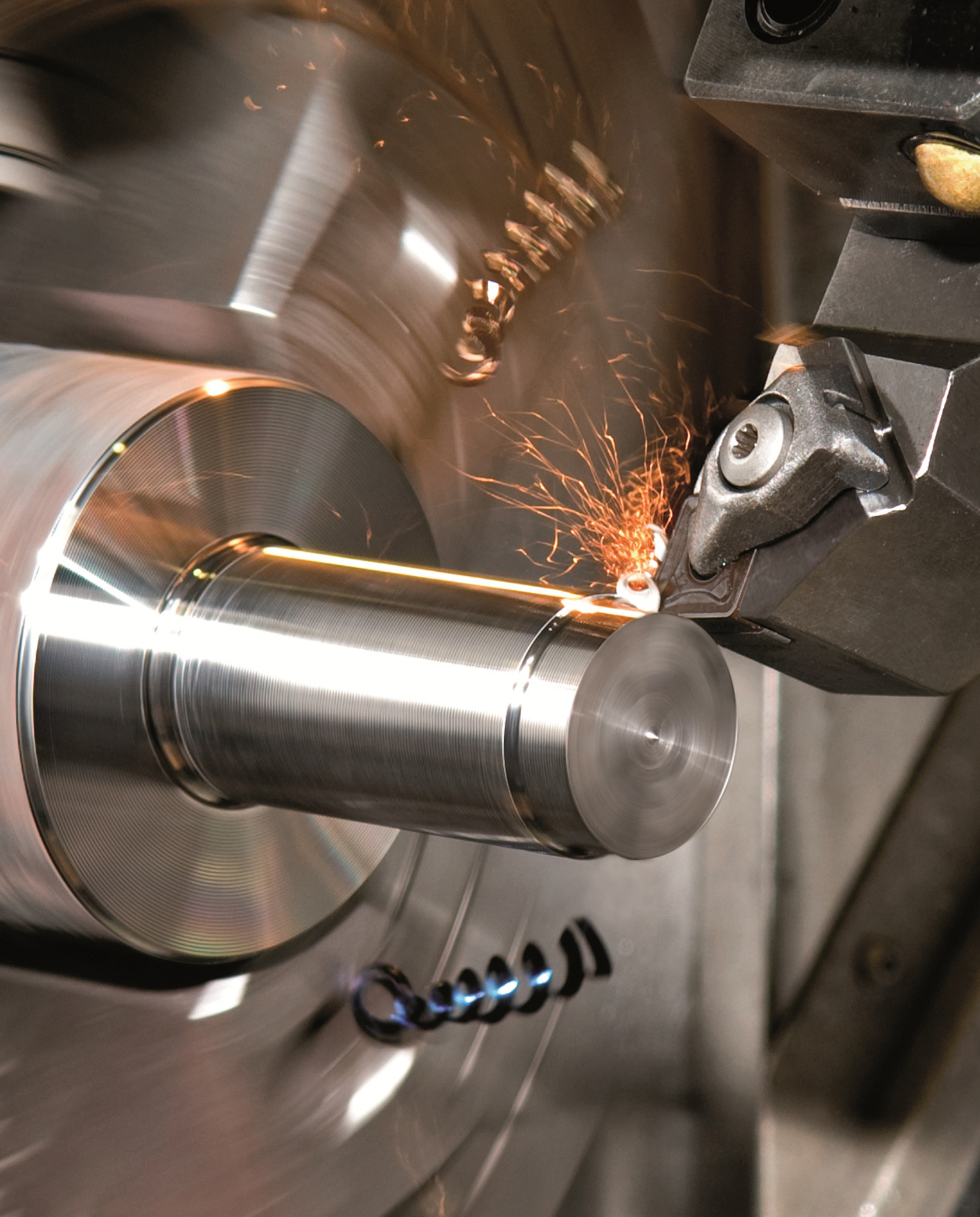
Soustružení oceli nožem s vyměnitelnou břitovou destičkou

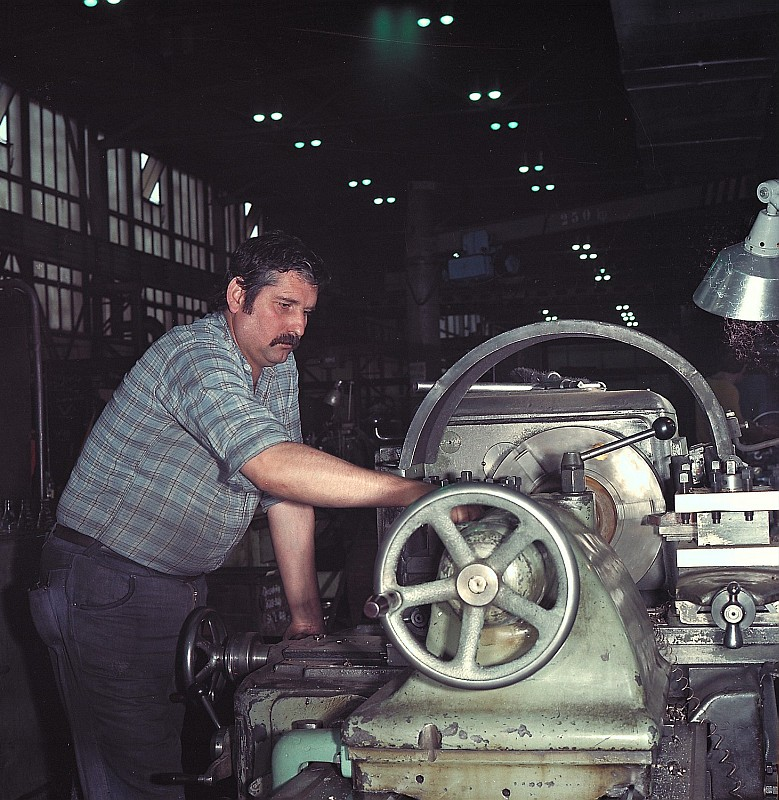
Soustružení na univerzálním soustruhu

Soustružení je třískové obrábění vnitřních nebo vnějších rotačních ploch, při kterém obrobek koná hlavní rotační pohyb a nástroj, jímž je obvykle soustružnický nůž, pohyb vedlejší (posuv).

## Princip
Hlavním řezným pohybem při soustružení je rotace obrobku kolem své osy s obvodovou (tak zvanou řeznou) rychlostí {\displaystyle v_{c}={\frac {\pi *D*n}{1000}}}udávanou v metrech za minutu [m/min], kde D je průměr obrobku v milimetrech [mm] a n počet otáček za minutu [ot/min]. Řeznou rychlost doporučuje výrobce řezných nástrojů (VBD – vyměnitelných břitových destiček), nebo je praxí stanovena v technických normativech (Strojnické tabulky, apod.) pro různé druhy řezných nástrojů z nástrojové oceli, rychlořezné oceli (HSS), slinutých karbidů (SK), nebo keramiky. Skutečná řezná rychlost se může také měnit podle nároků na produktivitu, opotřebení nástroje, pevnost upnutí obrobku, vyložení řezného nástroje, oddělování třísky, drsnost povrchu, odvod tepla – chlazení, tuhost soustavy stroj-nástroj-obrobek a podobně. Dále pak podle způsobu práce, velikosti úběru – "hrubování" (velké úběry) nebo "na čisto" (poslední finální úběr materiálu). Například pro nástroje z rychlořezné oceli a obrobek z běžné konstrukční oceli se používá rychlost okolo 15-35 m/min, u slinutých karbidů a obrobek z konstrukční oceli kolem 35-250 m/min. Vedlejšími pohyby jsou posuvy, které vykonává nástroj. Podélný posuv posouvá nástroj ve směru osy otáčení obrobku. Rychlost posuvu se udává v milimetrech na otáčku [mm/ot] a označuje se {\displaystyle v_{f}}. Výsledná trajektorie břitu vůči obrobku je šroubovice. Příčný posuv se děje kolmo k ose otáčení obrobku, takže břit nástroje se pohybuje vůči obrobku po Archimédově spirále.
Soustružením je možno obrábět vnější i vnitřní válcové plochy, provádět zarovnání čel, zápichy (vnitřní nebo vnější), upichování, řezání závitů. Kuželové plochy se obrábějí vyosením koníka, nastavením vedlejšího suportu, nebo kopírováním podle pravítka. Při soustružení lze dosáhnout přesností IT 5, Ra=0,2. Soustružnické nože mají velmi rozmanité tvary nebo profily a podle uspořádání břitu se dělí na tangenciální a kotoučové.

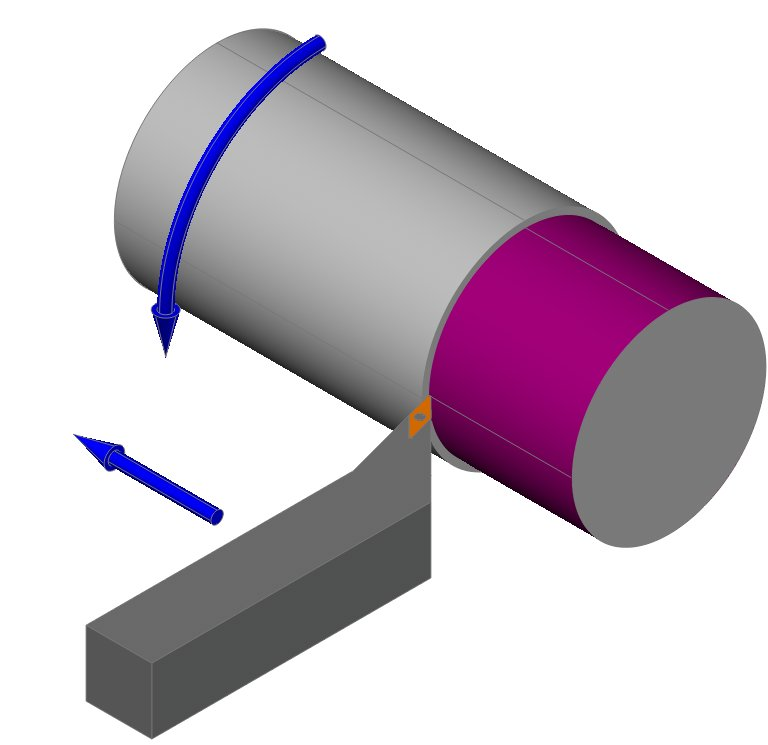
Podélné soustružení
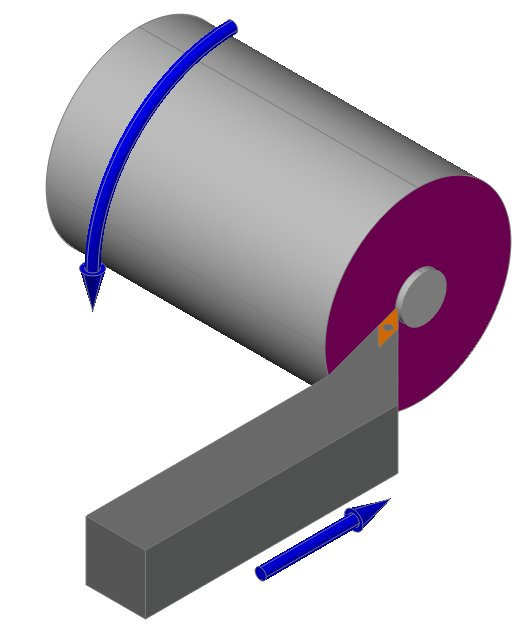
Čelní soustružení
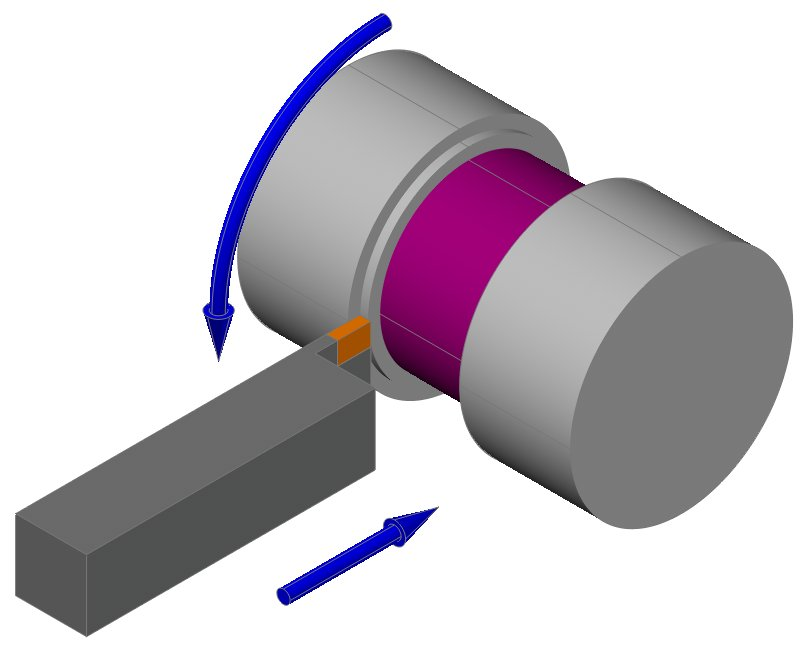
Zapichování

## Základní pojmy
- povrch, který se bude obrábět, je obráběná plocha
- povrch vzniklý obráběním je obrobená plocha
- výška odebírané plochy je obráběná výška
- řezný nástroj je nástroj, kterým se obrábí (řezný klín)
- odebíraný materiál je tříska, je to znehodnocený materiál (odpad)
- hlavní řezný pohyb je ve směru obrábění {\displaystyle v_{c}}
- rychlost posuvu je {\displaystyle v_{f}}, posuv je vedlejší řezný pohyb

## Upínání
Obrobek musí být upnut na vřeteno, které mu dodává otáčivý pohyb. Upíná se buďto mezi hroty, kdy se otáčivý pohyb přenáší na obrobek unášecí deskou a unášečem ("srdíčko"); upínání je velmi přesné, obrobek musí být opatřen středicími důlky. Dále se obrobky se upínají do soustružnického kleštinového upínače pomocí kleštin nebo do soustružnické hlavy (univerzální hlava, sklíčidlo), nebo na upínací (lícní) desku, nasazenou (přišroubovanou) na přírubu vřetena. Hlavy (sklíčidla) mohou být tří, čtyř a více čelisťové. Tříčelisťové většinou automaticky zajišťují vystředění obrobku, vícečelisťové mohou mít i samostatné nastavování každé upínací čelisti. Také čelisti upínací desky se pohybují nezávisle na sobě a dovolují tak upnout obrobek, který nemá válcový tvar. Upínací pohyb může být ruční, pneumatický nebo hydraulický. Obrobek lze upnout za vnitřní nebo vnější plochu. Delší obrobky je vhodné na opačném konci podepřít hrotem, zasazeným do pinoly koníku. K tomu je třeba vyvrtat na čele obrobku středicí důlek. Tyto důlky jsou standardizovány a doporučeny příslušnou normou.
Vřeteno soustruhu je obvykle provrtané, průchozí a soustružnické hlavy mívají uprostřed otvor, takže lze obrábět i dlouhou tyč, která je vedena středem hlavy a vřetenem. Toto uspořádání je typické pro soustružnické automaty i CNC stroje. Delší nebo tenký obrobek, nebo obrobek který nelze podepřít koníkem (dutý - trubka) zhruba o délce větší než šestinásobek průměru, je třeba podepřít lunetou, aby nekmital a neprohýbal se tlakem řezného nástroje. Luneta dovoluje například i vrtání dlouhého obrobku, kdy také obrobek není možné podepřít hrotem v koníku.

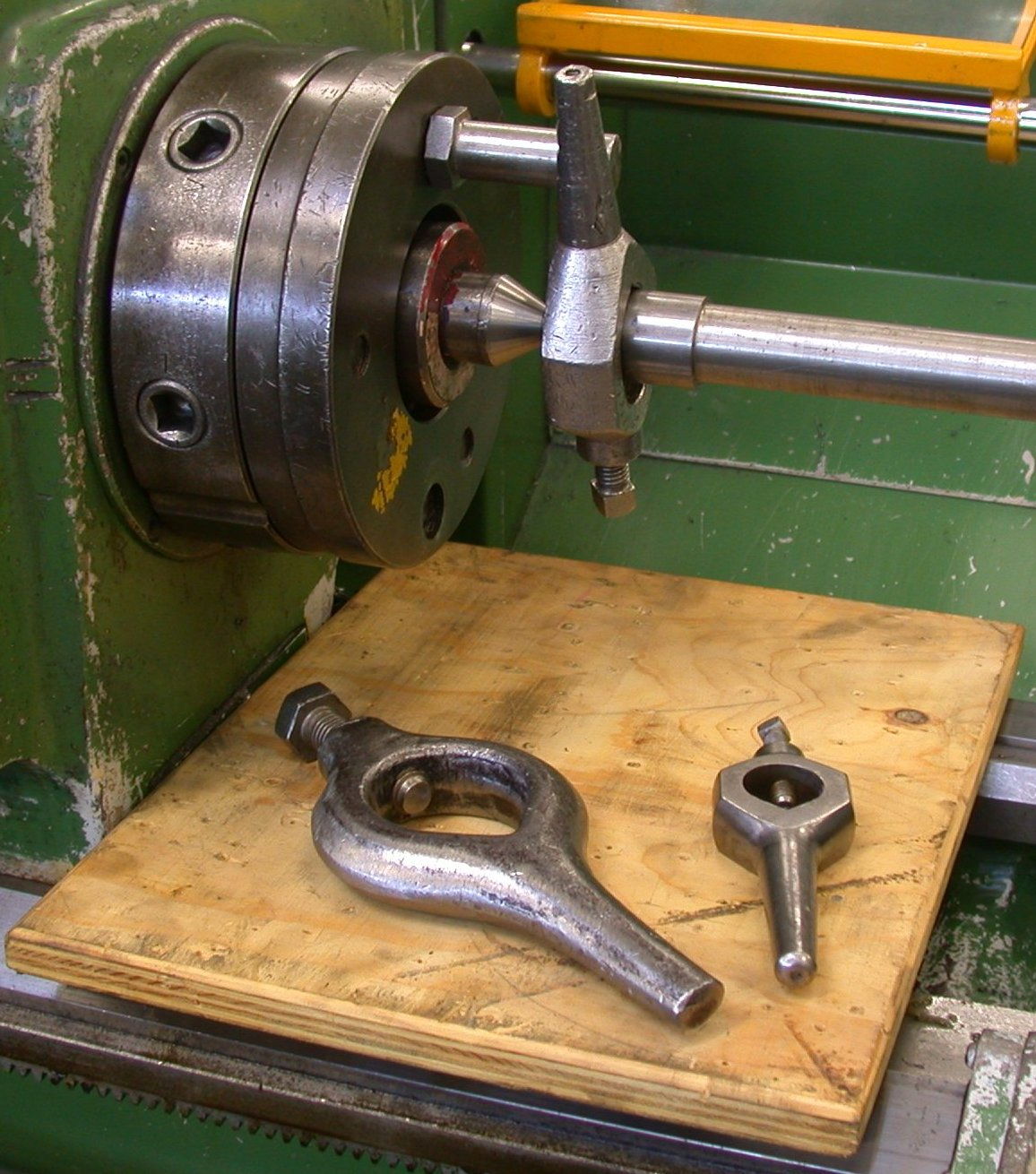
Upnutí mezi hroty s unášečem
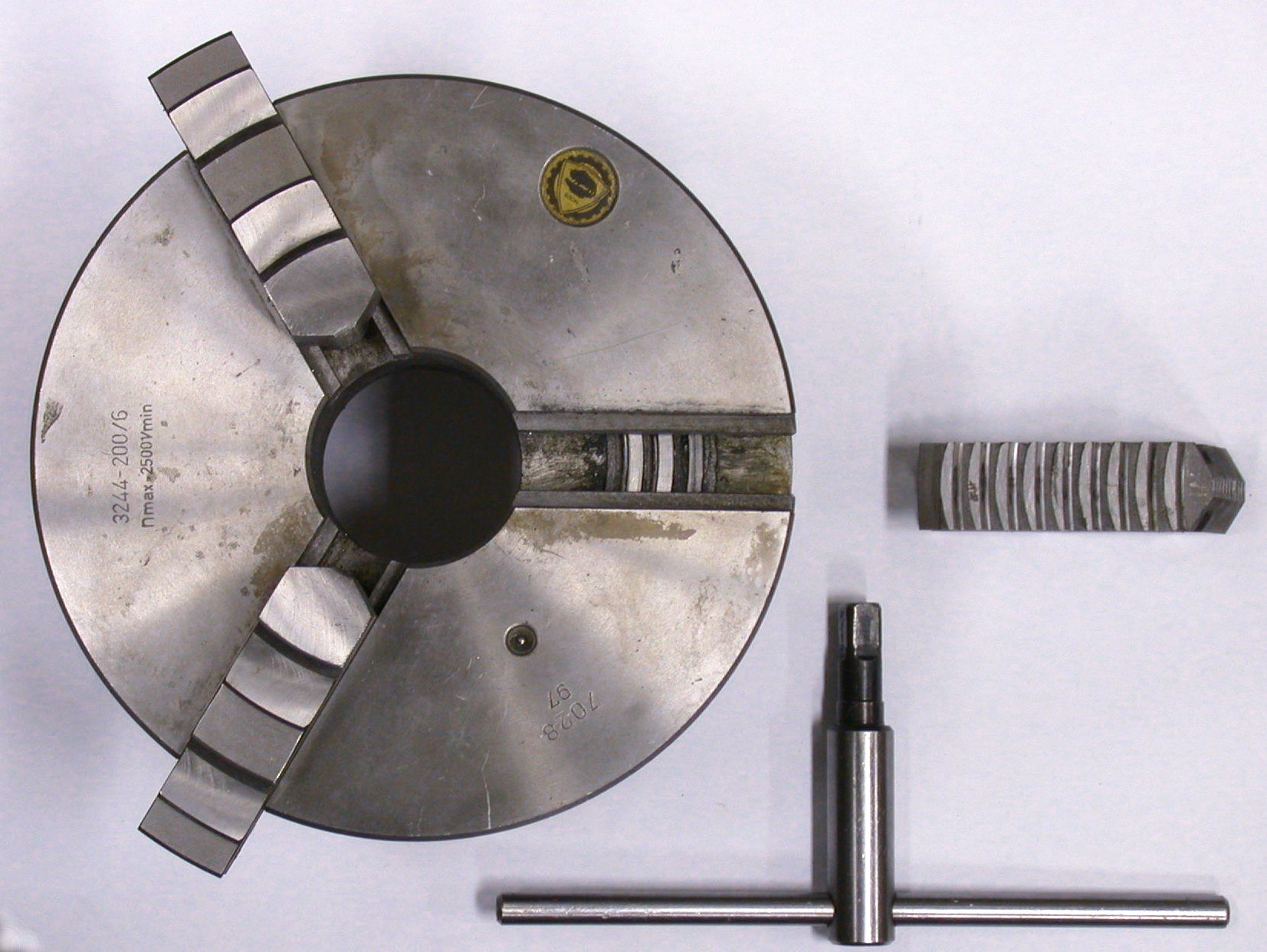
Tříčelisťové sklíčidlo s vyjmutou čelistí
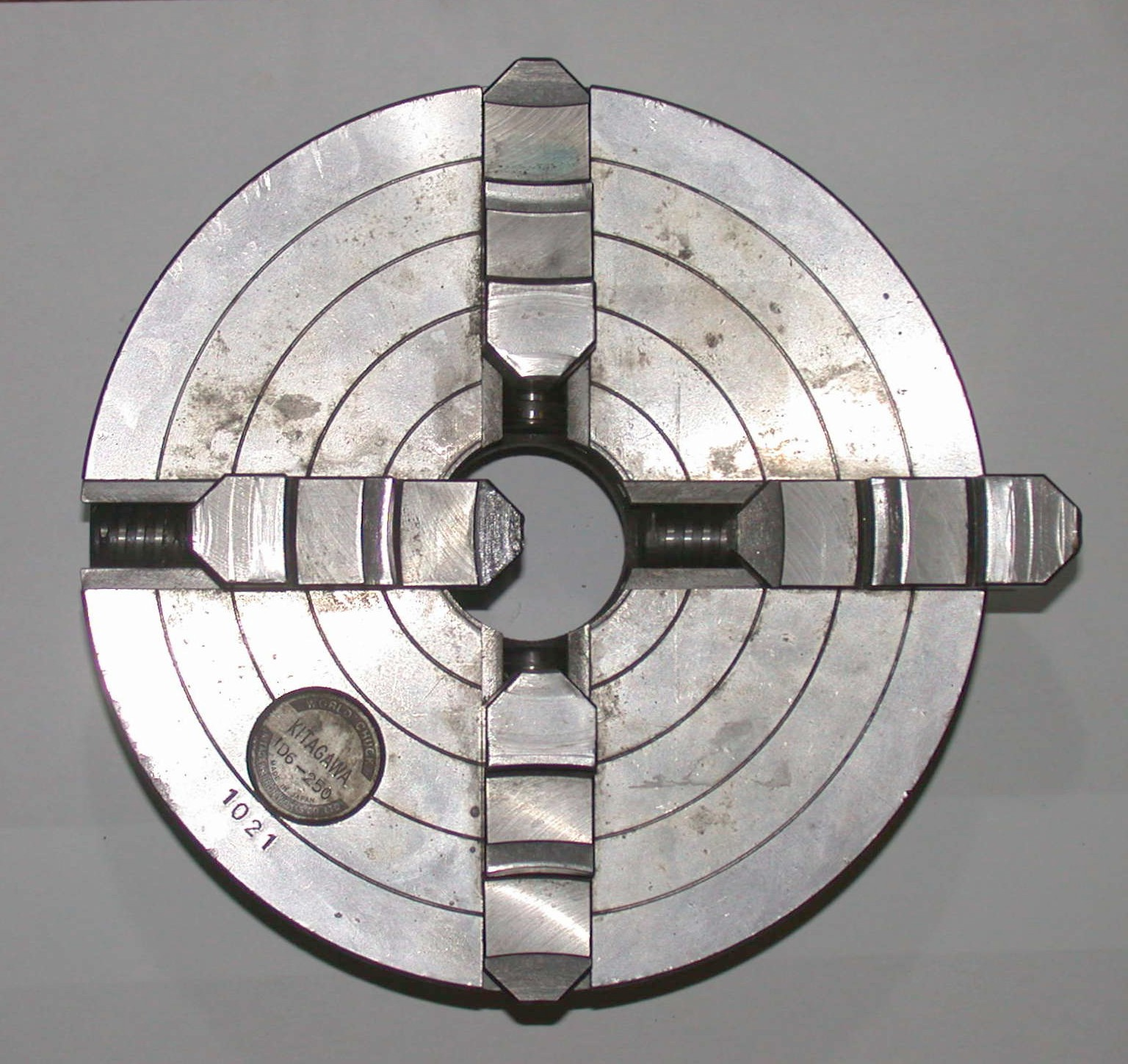
Čtyřčelisťová upínaci deska

## Vrtání na soustruzích
Při vrtání se používá klasický šroubovitý vrták, který je pevně upnut v kuželové díře v pinole koníku. Díry vyvrtané vrtákem je možno dále opracovávat výhrubníky a výstružníky (strojními i ručními). Pro rozšíření a dokončení předvrtaného otvoru se používají vnitřní nože, nebo vyvrtávací tyče. Hluboké díry (kde L/d > 15) se vrtají pomocí dělových vrtáků.

## Velikost soustruhu
Velikost soustruhu se udává velikostí točného průměru, nebo výškou hrotů nad ložem a největší délkou mezi hroty. Klasické soustruhy rozdělujeme na stolní (hodinářské, modelářské, přesné – pro jemnou mechaniku a pod.), menší či větší dílenské a velké průmyslové.

## Druhy soustruhů
- Hrotový soustruh je klasický a univerzální typ soustruhu, který ovládá obsluha a obrobek se otáčí kolem vodorovné osy. Hrotový soustruh má vodorovné lože, vřeteník s převodovou skříní, suport či saně s nožovou hlavou a koník s posuvnou pinolou. Vyrábí se v širokém rozmezí velikostí:
  - hodinářský soustruh má vzdálenost mezi hroty kolem 250 mm, nemá automatické posuvy a bývá umístěn na stole
  - mechanický soustruh má vzdálenost mezi hroty více než 500 mm a bývá vybaven automatickým podélným posuvem a zařízením na řezání závitů
  - dílenský univerzální soustruh může mít vzdálenost mezi hroty až několik metrů, mívá automatický posuv podélný i příčný a zařízení na řezání závitů
- NC soustruh je běžný soustruh, ovládaný číslicovou řídící jednotkou nebo počítačem (CNC). Tato mechanizace umožňuje standardizovat výrobní proces, předejít lidským chybám, vytvářet složitější povrchy a především umožňuje efektivní sériovou výrobu.
- Revolverový soustruh (revolver) se používá v hromadné výrobě menších součástek. Místo koníka má otočnou hlavici, do níž lze upnout několik různých nástrojů, takže umožňuje dělat řadu operací na jedno upnutí. Může být, stejně jako soustruh klasické koncepce, vybaven číslicovým řízením a dalšími automatizačními prvky.
- Karusel je zvláštní typ soustruhu pro obrobky velkých průměrů, které se upínají na vodorovný stůl a otáčejí kolem svislé osy. V ČR je karusel s maximálním průměrem obrobku okolo 18 m.
- Soustruh na dřevo má jednoduchý vřeteník, lože a koník a místo suportu obvykle jen výškově, podélně a příčně nastavitelnou opěrku pro soustružnické dláto (nůž).